# Воробйов Микола Антонович
Микола Антонович Воробйов (нар. 24 квітня 1914, станція Рядова Катерининської залізниці, тепер Кіровоградської області — ?) — український радянський державний діяч, голова виконкому Запорізької міської ради.

## Життєпис
Народився в родині робітника-залізничника. Навчався у школі фабрично-заводського навчання. У 1931 році закінчив педагогічні курси при Нікопольському педагогічному технікумі.
У серпні 1931 — липні 1933 року — вчитель та завідувач школи селища Пальмирове П'ятихатського району Дніпропетровської область. Працюючи у школі, навчався заочно на загальноосвітньому факультеті у Дніпропетровському комуністичному виші, який успішно закінчив у 1933 році.
Влітку 1933 року переїхав до брата у місто Кемерово, де працював викладачем та директором мережі курсів робітничої освіти системи Народного комісаріату важкої промисловості СРСР. У 1934 році, як активний кореспондент, був запрошений на роботу до редакції газети «Кузбас». У редакції газети працював на посаді інструктора-журналіста до 1935 року.
У 1935 році, на запрошення Наркомату освіти Туркменської РСР, направлений на роботу до прикордонного міста Керки. Працював викладачем фізичної та економічної географії середніх шкіл, зооветтехнікуму, педагогічного технікуму, школи прикордонних військ НКВС, директором середньої школи. У 1937 році вступив до комсомолу.
У січні 1939 року висунутий на посаду завідувача Керкинського міського відділу народної освіти, де працював по січень 1942 року. Працюючи у місті Керки, закінчив три курси заочного відділення географічного факультету Середньоазійського державного університету у Ташкенті (1938—1942), отримав кваліфікацію «викладач географії». У 1940 році атестаційною комісією Наркомату освіти Туркменської РСР Воробйову надано звання учителя середніх шкіл.
Член ВКП(б) з лютого 1941 року.
У 1942 році рішенням ЦК КП(б) Туркменії затверджений завідувачем відділу пропаганди та агітації Керкинського районного комітету КП(б) Туркменії.
Під час німецько-радянської війни у листопаді 1942 року призваний до лав Червоної армії. Навчався на курсах вдосконалення політичного складу, там же працював секретарем партійного бюро. У листопаді 1942 року викликаний до Головного Політуправління РСЧА і направлений на навчання на спеціальне англійське відділення військово-дипломатичних працівників при Головному Політичному управлінні РСЧА, де навчався по березень 1943 року. Демобілізувався із Червоної армії за станом здоров'я (хвороба серця).
У березні 1943 року прибув на Урал, де знаходилася родина. Працював пропагандистом Верхньотуркського районного комітету ВКП(б) Свердловської області. Потім був призваний до офіцерського резервного полку № 11, але через один місяць демобілізований за станом здоров'я. З 13 січня 1944 року працював завідувачем відділу пропаганди та агітації Верхньотуркського районного комітету ВКП(б), обирався секретарем партійного осередку при районному комітеті ВКП(б). 1 червня 1944 року відкликаний у розпорядження ЦК ВКП(б) і направлений працювати до міста Запоріжжя.
11 серпня 1944 — 25 січня 1946 року — секретар з кадрів, 25 січня 1946 — 15 липня 1947 року — 2-й секретар Ленінського районного комітету КП(б)У міста Запоріжжя.
15 липня 1947 — 1 січня 1949 року — завідувач відділу шкіл, 1 січня 1949 — 11 березня 1953 року — заступник завідувача відділу пропаганди та агітації Запорізького обласного комітету КП(б)У. У 1949—1957 роках заочно навчався у Вищій партійній школі при ЦК КПРС.
11 березня 1953 — 10 березня 1961 року — голова виконавчого комітету Запорізької міської ради депутатів трудящих. Звільнений з посади «у зв'язку з поганим станом здоров'я».

## Нагороди
- ордени
- медаль «За доблесну працю у Великій Вітчизняній війні 1941—1945 рр.»  (1945)
- медаль «За перемогу над Німеччиною у Великій Вітчизняній війні 1941—1945 рр.» (1945)
- медалі